# Базилевич, Григорий Иванович
Григорий Иванович Базилевич (1759 — 26 февраля 1802) — один из наиболее выдающихся медиков Российской империи конца XVIII — начала XIX века, которого «первого из природных россиян», назначили «клиническим профессором».

## Биография
Родился в 1759 году в Ахтырском уезде Харьковской губернии в семье православного приходского священника.
Окончил Харьковский коллегиум, затем учился в Киевской духовной академии, по окончании которой, в 1783 году поступил в хирургическое училище при сухопутном госпитале города Санкт-Петербурга, где в 1783 году был произведен лекарем.
В 1787 году после двух лет прилежной службы был командирован во Францию в Страсбургский университет для повышения квалификации. После защиты диссертации на тему «Dissertatio de systemate resorbente Argentorati. 1791» получил в городе Страсбурге диплом на степень доктора медицины. Затем Базилевич Г. И. с научной целью путешествовал по Германии и Франции, оставаясь на протяжении двух лет в Геттингенском университете.
В 1795 году по личному приглашению главы медицинской коллегии барона Васильева, вернулся в Российскую империю, где после блестящей сдачи квалификационного экзамена, 29 октября того же года был назначен профессором патологии и терапии при Санкт-Петербургском медико-хирургическое училище (ныне Военно-медицинская академия им. С. М. Кирова).
В 1799 году, избранный в ученые секретари медицинской коллегии, должен был оставить профессуру, а в 1801 году был вынужден выйти в отставку по состоянию здоровья.
Был первым русским клиническим профессором и первым учёным секретарем по выбору медицинской коллегии, а не по назначению правительства; он принимал непосредственное участие в составлении всех планов по медицинской части, и по его представлению были устроены первые клинические палаты в России.
Скончался после продолжительной болезни 26 февраля 1802 года.